# Irreligión en el Medio Oriente
Aunque los ateos en el Medio Oriente raramente hacen pública su falta de creencia y son perseguidos en muchos países, incluida Arabia Saudita, donde están clasificados como terroristas, hay algunas organizaciones ateas en el Medio Oriente y el mundo árabe.

## Persecución de ateos en el Oriente Medio
Al igual que otros no musulmanes, los ateos sufren persecución en el Medio Oriente. Se ha reportado que el 64 por ciento de los musulmanes en Egipto aprueban la pena de muerte para quienes abandonan el islam.

## Prevalencia
Aunque todavía es poco común, se considera que el reconocimiento público del ateísmo está creciendo en el Medio Oriente. Los jóvenes en los países del Golfo Pérsico han estado expresando cada vez más su ateísmo en Internet en los últimos años, a pesar de residir en sociedades fuertemente religiosas.
Más de 50 grupos y páginas ateos de Facebook, algunos con más de 130.000 seguidores, se han formado en los últimos años, especialmente desde la Primavera Árabe.